# ジャネット・クック
ジャネット・レスリー・クック（Janet Leslie Cooke、1954年7月23日 - ）は、アメリカ合衆国の元ジャーナリストである。
1981年に『ワシントン・ポスト』に書いた記事でピューリッツァー賞を受賞したが、後にこれは捏造記事であることが判明した。クックは記事の捏造を認め、ピューリッツァー賞を返上した。これまでで、ピューリッツァー賞の返上はこれが唯一である。

## 捏造記事スキャンダル
1980年、クックはヴィヴィアン・アプリン＝ブラウンリー編集長の下で、『ワシントン・ポスト』のウィークリー部門のスタッフとなった。クックはヴァッサー大学で学士、トレド大学で修士の学位を取得し、『トレド・ブレイド』紙に在籍中にジャーナリズム賞を受賞していたと主張していた。しかし実際には、クックはヴァッサー大学には1年間通っただけであり、取得した学位はトレド大学の学士だけだった。
『ワシントン・ポスト』1980年9月28日号に掲載された記事「ジミーの世界」(Jimmy's World)で、クックは8歳のヘロイン中毒の少年・ジミーのことを書いた。クックは、「彼の細い茶色の腕の赤ちゃんのような滑らかな肌に、注射針の跡がそばかすのようについている」と書いている。この記事は、当時のワシントンD.C.市長のマリオン・バリーをはじめとする読者の共感を呼んだ。バリーはワシントンD.C.の警察に、ジミーを保護するために大捜索を行わせたが、少年を発見することはできず、市長や警察はこの記事の内容に疑念を抱くようになった。しかしバリーは、世論の圧力に応じて、ジミーは市によって保護され治療を受けていると答え、その後まもなくジミーの死亡が発表された。
ポスト紙のスタッフの中にもこの記事の信憑性を疑う者はいたが、会社はこの記事を擁護し、ボブ・ウッドワード副編集長はこの記事をピューリッツァー賞に応募した。1981年4月13日、クックはピューリッツァー賞 特集記事部門を受賞した。
クックが以前働いていた『トレド・ブレイド』紙の編集者がクックの経歴書を読んで、その矛盾に気がついた。さらに調査を進めると、クックの学歴が誇張されていることが判明した。ポスト紙の編集者に圧力をかけられたクックは、自分の不正行為を告白した。
賞の授与の2日後、ポスト紙発行人のドナルド・E・グラハムが記者会見を開き、この記事の内容が虚偽であったことを認めた。翌日の紙面の社説では、公開謝罪を申し出た。ウッドワード副編集長は当時、次のように語った。
私はそれを信じ、私たちはそれを公表しました。公式な疑問が提起されましたが、私たちはその記事と彼女を支持しました。内部でも疑問は上がりましたが、彼女の他の仕事については何もありませんでした。報告されたのは、その記事が不自然に思えること、匿名の情報源に基づいていること、そして主に彼女の私生活での嘘とされる話に関してでした（嘘について伝えたのは3人の記者で、うち2人は彼女と個人的に交流があり、1人は彼女に競争意識を持っている人でした）。私は、この記事がピューリッツァー賞にノミネートされたことにはさほど重要性はないと思います。また、この記事が受賞したこともほとんど重要ではないと思います。捏造で、虚偽でありながら、これは間違いなく素晴らしい記事です。ノミネートされた記事の真偽や正確性を私や他の編集者が審査するのは馬鹿げています。
クックは会社を退職して賞を返上した。これについてガブリエル・ガルシア＝マルケスは、「彼女がピューリッツァー賞を受賞したのは不公平だったが、ノーベル文学賞を受賞しなかったのも不公平だった」と述べている。この年のピューリッツァー賞特集記事部門はその後、次点だった『ヴィレッジ・ヴォイス』のテレサ・カーペンターに再授与された。クックは1982年1月にフィル・ドナヒューの番組に出演し、ポスト紙の高圧的な環境が彼女の判断を堕落させたと語った。クックは記事に登場するような少年の存在を情報源からほのめかされていたが、その少年を見つけることができず、最終的に編集長を満足させるために、ジミーという少年を捏造して記事を作成したと語った。
1996年、クックは、元恋人でポスト紙の同僚でもある『GQ』の記者マイク・セイガーに、「ジミーの世界」のエピソードについてインタビューした。クックとセイガーはこのエピソードの映画化権をトライスター ピクチャーズに160万ドルで売却したが、映画化のプロジェクトは脚本の段階でストップした。2016年時点で、『コロンビア・ジャーナリズム・レビュー』に対しセイガーは「彼女はアメリカ合衆国本土において、主に執筆に関与しない仕事に従事している」と書いている。
2020年、ジャネット・モックのプロデュース・脚本・監督によりNetflixオリジナル映画としてジャネット・クックの物語『ジャネット』が制作されることが発表された。